# إرنست ساذرلاند بيتس
إرنست ساذرلاند بيتس (بالإنجليزية: Ernest Sutherland Bates)‏ هو مربي وكاتب أمريكي، ولد في 14 أكتوبر 1879، وتوفي في 4 ديسمبر 1939.